# 8 км (Пермский край)
8 км или Восьмой километр — упразднённый посёлок в Пермском крае России. Входил в Усольский район в рамках административно-территориального устройства края. Ныне урочище. В рамках организации местного самоуправления — на территории Березниковского городского округа. 

## География
Находится в правобережной части района, в зоне южно-таёжных пихтово-еловых лесов, у реки Северная Таманка.
Климат
Климат характеризуется как умеренно континентальный, с продолжительной холодной зимой и коротким тёплым летом. Средняя многолетняя температура самого холодного месяца (января) составляет −15,7°С (абсолютный минимум — −48,3 °С), температура самого тёплого (июля) — +17,4°С (абсолютный максимум — 37 °С). Продолжительность безморозного периода составляет 114 дней. Среднегодовое количество осадков — 634 мм.

## Население
По переписи 2002 года в посёлке 8 км проживали 4 человека, а к 2008 году постоянных жителей не осталось.

## История
До 2004 года посёлок входил в Таманский сельсовет Усольского района. В рамках организации местного самоуправления с 2004 до 2008 года входил в состав ныне упразднённого Усольского городского поселения Усольского муниципального района.
Упразднён в 2008 году как населённый пункт, фактически прекративший существование.